# Dans acrobatic

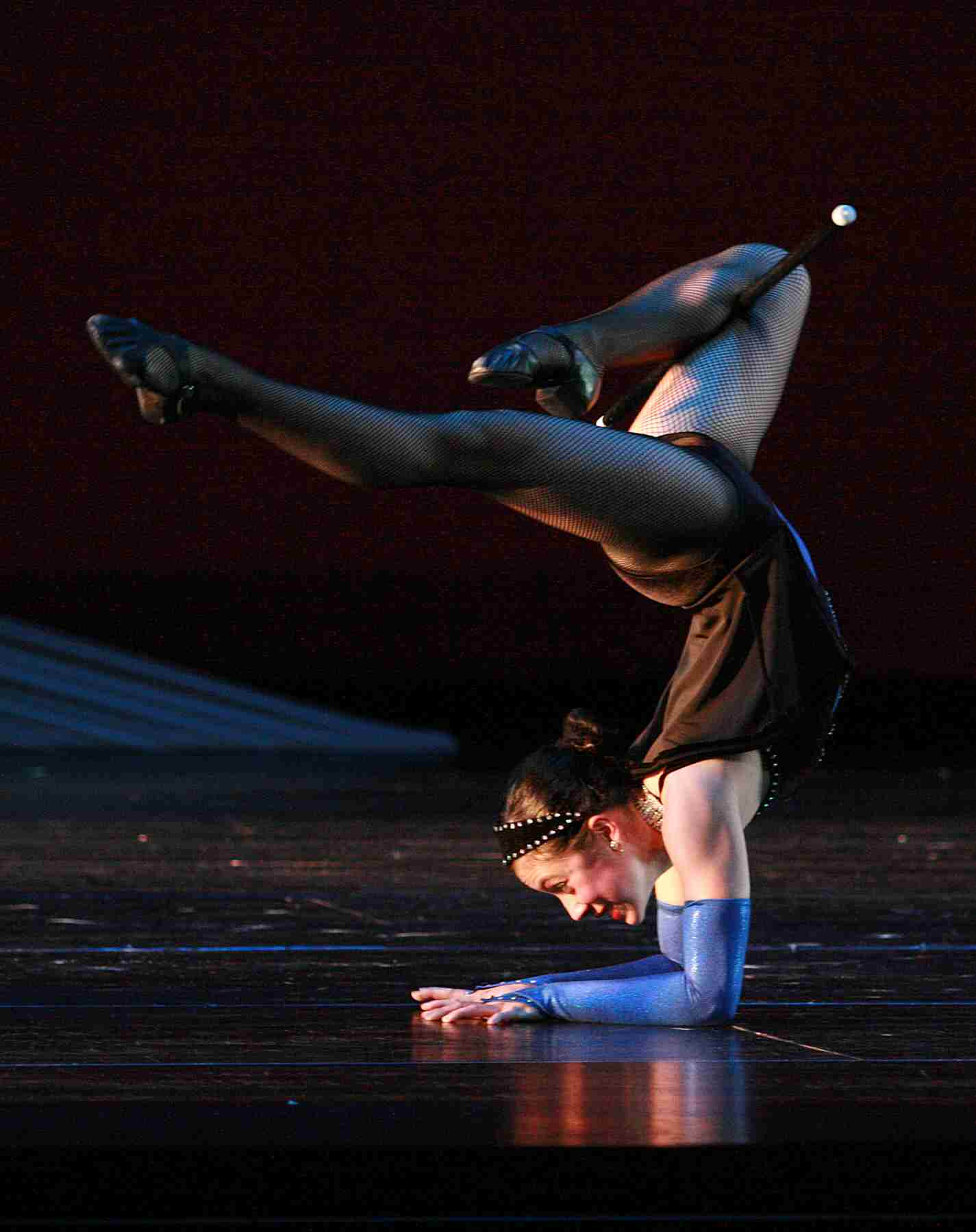
Un stat în coturi, efectuat ca parte a unei rutine de dans acrobatic

Dans acrobatic este un stil de dans care combină tehnica dansului clasic cu elemente acrobatice de precizie. Este definit prin caracterul său atletic, coregrafia sa unică, care îmbină perfect dansul și acrobația. Este un stil de dans popular în dansul competițional pentru amatori, precum și în teatrul de dans profesionist și în producții de circ contemporan, precum cele de la Cirque du Soleil. Acest lucru este în contrast cu gimnastica acrobatică, artistică și ritmică, acestea fiind sporturi care folosesc elemente de dans în contextul gimnasticii sub auspiciile unei organizații de gimnastică (cum ar fi FIG) și supuse unui Cod de punctaj.
Dansul acrobatic este un stil de dans deosebit de solicitant pentru dansatori, deoarece aceștia necesită să fie instruiți atât în abilitățile de dans, cât și în acrobatică. Dansatorii acrobatici trebuie să fie, de asemenea, într-o stare fizică excelentă, deoarece dansul acobatic este o activitate intensă fizic.